# Grigorij Winokur
Grigorij Osipowicz Winokur (ros. Григорий Осипович Винокур; ur. 5 listopada?/17 listopada 1896 w Warszawie, zm. 17 maja 1947 w Moskwie) – rosyjski językoznawca i literaturoznawca, członek Moskiewskiego Koła Lingwistycznego.
W 1922 roku ukończył studia na Uniwersytecie Moskiewskim. W okresie 1918–1924 był członkiem Moskiewskiego Koła Lingwistycznego (w latach 1922–1924 pełnił funkcję przewodniczącego). W latach 20. pracował w Państwowej Akademii Nauk Artystycznych w Moskwie. Od 1930 r. nauczał w Moskiewskim Instytucie Pedagogicznym oraz na innych uczelniach.
W swojej pracy naukowej Winokur koncentrował się na badaniu języka rosyjskiego. Zajmował się teorią językoznawstwa, słowotwórstwem, stylistyką oraz zagadnieniami kulturalnojęzykowymi i ortograficznymi.
Był blisko związany ze środowiskiem Praskiego Koła Lingwistycznego. Przyjaciel Romana Jakobsona.